# Manuel Reventós
Manuel Reventós Bordoy (Barcelona, 19 de diciembre de 1888 - 1942) fue un economista, abogado, historiador, traductor, ensayista y político de Cataluña, España, padre del que fuera primer secretario del Partido de los Socialistas de Cataluña, Joan Reventós.

## Biografía
Licenciado en Derecho en la Universidad de Barcelona en 1910, en la propia universidad y en los Estudis Universitaris Catalans, pasó a formar parte de la denominada Generación del 17, trabando amistad y conocimiento con Ramón de Abadal, Fernando Valls Taberner y Pedro Bosch Gimpera, entre otros. Becado por la Junta para Ampliación de Estudios completó su formación en Berlín y Düsseldorf, donde conoció de primera mano la Escuela Historicista Alemana de Economía. Cuando volvió a España fue nombrado profesor de la escuela de Altos Estudios Mercantiles y de la Escuela de Administración Pública, en Barcelona. Previamente había ganado la plaza como funcionario en el ayuntamiento de Barcelona y en la diputación de Barcelona. Fue directivo de la Banca Arnús y profesor asociado de Teoría Económica en la Facultad de Derecho de la Universidad de Barcelona junto con Josep Maria Tallada.
En lo político, fue un republicano católico y catalanista moderado, vinculado en un principio a la Lliga Regionalista, se incorporó después al Partit Catalanista Republicà con el que colaboró en el diseño de las políticas sociales.
Durante la Segunda República fue director general de Comercio bajo el ministerio de Lluís Nicolau d'Olwer, lo que le permitió asistir en 1933 a la Conferencia Monetaria de Londres, donde descubrió las teorías de John Maynard Keynes. Simultáneamente fue profesor de historia de los movimientos sociales en la Escuela de Estudios Sociales de la Generalidad de Cataluña. Al finalizar la Guerra Civil fue depurado como docente en la dictadura franquista y como funcionario público.
Junto con Miquel Vidal, se le considera uno de los introductores del pensamiento económico historicista alemán. Fue pionero en el estudio de la historia del movimiento obrero en Cataluña y fue coparticipe en la organización del I Congreso Internacional de la Lengua Catalana en 1906. También colaboró en La Revista, Economía y Finanzas y Revista de Catalunya y fue crítico literario de La Veu de Catalunya y La Publicitat. Tradujo distintas obras de economía al catalán y al español, además de autores clásicos como Goethe y William Shakespeare.